# Liste von Männerchorwerken
Auf dieser Seite werden Musikwerke für Männerchor aufgelistet.

## A cappella
Da eine vollständige Auflistung auch nicht annähernd möglich ist, beschränkt sich folgende Auswahl auf besonders bekannte und stilbildende Werke.
Deutschsprachiger Raum
- Carl Friedrich Zelter – Meister und Gesell
- Friedrich Silcher – Die Lorelei
- Carl Maria von Weber – Jägerchor aus „Der Freischütz, op. 77“
- Franz Schubert – Wein und Liebe D. 901; Die Nacht D. 983c
- Felix Mendelssohn Bartholdy – 4 Lieder, op. 75; 2 geistliche Männerchöre Op. 115
- Robert Schumann – 6 Lieder, op. 33; Ritornelle in canonischen Weisen, op. 65
- Johannes Brahms – Postillons Morgenlied (~1847/50?), Die goldenen Brücken (1853), 5 Lieder Op. 41
- Franz Liszt – Ständchen
- Richard Wagner – An Webers Grabe
- Anton Bruckner – Sternschnuppen; Träumen und Wachen
- Peter Cornelius – Trauerchöre, op. 9
- Max Bruch – Morgenständchen
- Hugo Wolf – 3 Lieder Op. 13
- Richard Strauss – 3 Männerchöre nach Gedichten von Friedrich Rückert
- Max Reger – 7 Männerchöre Op. 38
- Arnold Schönberg – 6 Stücke Op. 35
- Carl Orff – Sunt lacrimae rerum
- Paul Hindemith – Der Tod; Eine lichte Mitternacht; Über das Frühjahr
- Kurt Weill – Zu Potsdam unter den Eichen

Nordeuropa
- Edvard Grieg – Album for Mandssang Op. 30
- Carl Nielsen – Aftenstemning
- Jean Sibelius – Rakastava Op. 14
- Hugo Alfvén – Aftonen; Gryning vid havet
- Einojuhani Rautavaara – Elämän Kirja
- Veljo Tormis – Incantatio maris aestuosi; Muistse mere laulud

Osteuropa und Russland
- Bedřich Smetana – Píseň na moři; Rolnicka
- Modest Petrowitsch Mussorgski – 5 russische Volkslieder
- Pyotr Ilyich Tchaikovsky – Abend
- Antonín Dvořák – 5 sborů Op. 27
- Leoš Janáček – 4 mužských sborů moravských; Potulný šílenec
- Béla Bartók – Négy régy magyar népdal
- Zoltán Kodály – Bordal; Huszt; Karádi nóták
- Dmitri Schostakowitsch – Die Treue Op. 136
- Krzysztof Penderecki – Benedicamus Domino

Frankreich
- Camille Saint-Saëns – Serenade d’hiver; Les soldats de Gédéon Op. 46; Saltarelle Op. 74
- Darius Milhaud – Psaume 121 Op. 72
- Francis Poulenc – Chanson à boire; Quatre petites prières de Saint François d’Assise

Italien
- Gioachino Rossini – Preghiera
- Sylvano Bussotti – Siciliano
- Toni Ortelli – La Montanara

Anglophoner Raum
- Edward Elgar – From the Greek Anthology Op. 45
- R. Murray Schafer – Magic Songs

## Mit Solo-Instrument
Klavier
- Franz Schubert – Der Gondelfahrer D. 809; Ständchen D. 920
- Benjamin Britten – The Ballad of Little Musgrave and Lady Barnard

Orgel
- Giacomo Puccini – Vexilla Regis
- Charles Gounod – Deuxieme Messe pour les sociétés chorales
- Josef Gabriel Rheinberger – Messe in B op. 172; Messe in F op. 190
- Franz Liszt – Te Deum II; Messe für Männerchor; Mihi autem adhaerere
- Hans Huber – Messe in F-Dur
- Arvo Pärt – De profundis (Schlagzeug ad lib.)

Sonstige
- Samuel Barber – A Stopwatch and an Ordnance Map Op. 15 (Pauken)
- Veljo Tormis – Pikse litaania (große Trommel)

## Mit Ensemble
- Franz Schubert – Gesang der Geister über den Wassern D. 714 (Streichensemble oder Streichorchester); Nachtgesang im Walde D. 913 (4 Hörner)
- Felix Mendelssohn Bartholdy – Vespergesang, op. 121 (Violoncello und Kontrabass, Orgel ad lib.)
- Théodore Gouvy – Le printemps (Frühlings Erwachen) Op．73 (Klavier oder Orchester, soprano)
- Anton Bruckner – Inveni David (4 Posaunen)
- Alexander von Zemlinsky – Minnelied (2 Flöten, 2 Hörner und Harfe)
- Gustav Holst – A Dirge for Two Veterans (3 Trompeten, Posaune, Tuba und Schlagzeug)
- Heitor Villa-Lobos – Chôros Nr. 3 (Klarinette, Saxophon, Fagott, Horn und 3 Posaunen)
- Iannis Xenakis – Medea Senecae (Klarinette, Kontrafagott, Posaune, Schlagzeug, Violoncello und Kiesel)

## Mit Orchester
- Wolfgang Amadeus Mozart – Laut verkünde unsre Freude (Freimaurerkantate) KV. 623
- Luigi Cherubini – Requiem d-Moll
- Gioachino Rossini – Miserere
- Felix Mendelssohn Bartholdy – An die Künstler Op. 68; Festgesang (beide Blasorchester); Musik zu „Antigone“ op. 55
- Franz Schubert – Hymnus an den heiligen Geist (Blasorchester)
- Johannes Brahms Rinaldo Op. 50; Rhapsodie Op. 53
- Robert Schumann – Verzweifle nicht im Schmerzenstal; Das Glück von Edenhall
- Richard Wagner – Das Liebesmahl der Apostel
- Franz Liszt – Requiem (Orgel und Bläser)
- Anton Bruckner – Festkantate; Das Hohe Lied; Germanenzug; Helgoland
- Johann Strauss (Sohn) – An der schönen blauen Donau Op. 314
- Edvard Grieg – Landkjenning Op. 31
- Charles Villiers Stanford – Songs of the Sea Op. 91
- Leoš Janáček – Na Soláni čarták
- Hugo Wolf – Der Vaterland
- Max Reger – Die Weihe der Nacht
- Claude Debussy – Invocation
- Max Bruch – diverse Kantaten (u. a. Normannenzug, Leonidas, Frithjof)
- Richard Strauss – Die Tageszeiten Op. 76
- Jean Sibelius – Sandels Op. 28; Tulen synty Op. 32
- Arnold Schönberg – Ein Überlebender aus Warschau Op. 46
- Gustav Holst – 6 Choruses Op. 53 (Streichorchester)
- Igor Stravinsky – Le Roi des Etoiles; Babel; Oedipus Rex
- Nikolai Rimski-Korsakow – Sage vom weisen Oleg
- Edgard Varèse – Nocturnal
- Kurt Weill – Das Berliner Requiem (Blasorchester)
- Joaquín Rodrigo – Himnos de los Neófitos de Qumrán
- Maurice Duruflé – Messe Cum Jubilo Op. 11 (Orchester oder Orgue)
- Luciano Berio – Stanze
- Sofia Asgatowna Gubaidulina – Nacht in Memphis
- Robert Carl – Trauer und Trost

Sinfonien
- Franz Liszt – Faust-Sinfonie
- Jean Sibelius – Kullervo Sinfonie Op. 7
- Dmitri Schostakowitsch – 13. Sinfonie in b-Moll Op. 113 „Babi Jar“
- Toshirō Mayuzumi – Nirvana Sinfonie